# Храм Великомученика Георгия Победоносца в Ендове
Храм Великомученика Георгия Победоносца в Ендове (Георгиевская церковь) — православный храм в районе Замоскворечье города Москвы. Относится к Москворецкому благочинию Московской епархии Русской православной церкви. Памятник архитектуры XVII века в стиле московского узорочья. С 1992 года является подворьем Соловецкого монастыря.

## История
Деревянная Георгиевская церковь на месте нынешнего храма известна с середины XVI века. Первый каменный храм был заложен на этом месте в 1588 году по желанию архиепископа Арсения Элассонского, прибывшего в Москву из Константинополя в составе патриаршего посольства. Храм с главным престолом во имя Рождества Богородицы был возведён на средства архиепископа в конце XVI века, но сохранил своё древнее название.
В 1611 году, в Смутное время, рядом с церковью был поставлен острожек, оборонявший путь от Спасских (Водяных) ворот Китай-города через «живой» мост (Замоскворецкий брод) к Ордынке и Серпуховским воротам. В 1612 году в ходе боёв за переправу через Москву-реку между польским войском и русским ополчением острожек несколько раз переходил из рук в руки, а в августе 1612 года был некоторое время занят «гайдуками изменника Гришки Орлова». Именно благодаря бурной истории этой эпохи церковь «Егория в Ендове» или «св. Георгия на Яндове» часто упоминается в летописных и других источниках того времени. Своим названием церковь обязана местоположению: храм стоял на небольшом холме и был отделён от Балчуга дренажным рвом, проходившем через впадины («ендовы» или «яндовы»), заполнявшиеся паводковой водой.
В ходе военных действий храм, вероятнее всего, был повреждён, но вскоре после войны полностью восстановлен. Ныне существующая церковь была возведена в 1653 году жителями Нижних Садовников, возможно, с использованием стен более древнего храма. Главный престол церкви был посвящён Рождеству Богородицы, а южный и северный приделы сохранили древние названия — Георгиевский и Никольский. Оба придела помещались в боковых апсидах церкви, значительно выступающих за линию стен четверика, и имели собственные входы, заложенные при более поздних переделках храма.
В 1670—1680-х годах была перестроена вся западная часть здания. В результате этих работ была возведена шатровая колокольня, трапезная увеличилась почти вдвое, включив в себя и новый Никольский придел. Сильный паводок 1729 года размыл грунт под храмом и повредил фундаменты трапезной и колокольни и в 1729—1730 годах они были вновь перестроены. Только в ходе реставрации 1960-х годов трапезной вернули облик конца XVII века. Шатровая колокольня была вновь разрушена сильным паводком 1786 года. Вместо неё в 1806 году на средства П. Г. Демидова была возведена существующая трёхъярусная колокольня.
В 1760-х годах вокруг храма появилась украшенная пилястрами белокаменная ограда с двумя воротами и кованной решёткой. При возведении колокольни ограда была несколько изменена, а единственное сохранившееся звено кованной решётки середины XVIII века сейчас находится в музее «Коломенское».
Пожар 1812 года повредил стены Георгиевского храма и его внутреннее убранство, но в конце 30-х годов XIX века храм был вновь восстановлен.
В годы Первой мировой войны на территории церкви помещался лазарет.
При Советской власти церковь была открыта вплоть до 1935 года. После её закрытия здание использовалось различными организациями.
В 1958-1962 годах была проведена реставрация здания церкви по проекту Н. Д. Недовича.
В 1992 году в церкви Великомученика Георгия Победоносца учредили подворье Спасо-Преображенского Соловецкого монастыря. Первая служба во вновь открытом храме состоялась в 1993 году по случаю Рождества Христова.

## Архитектура

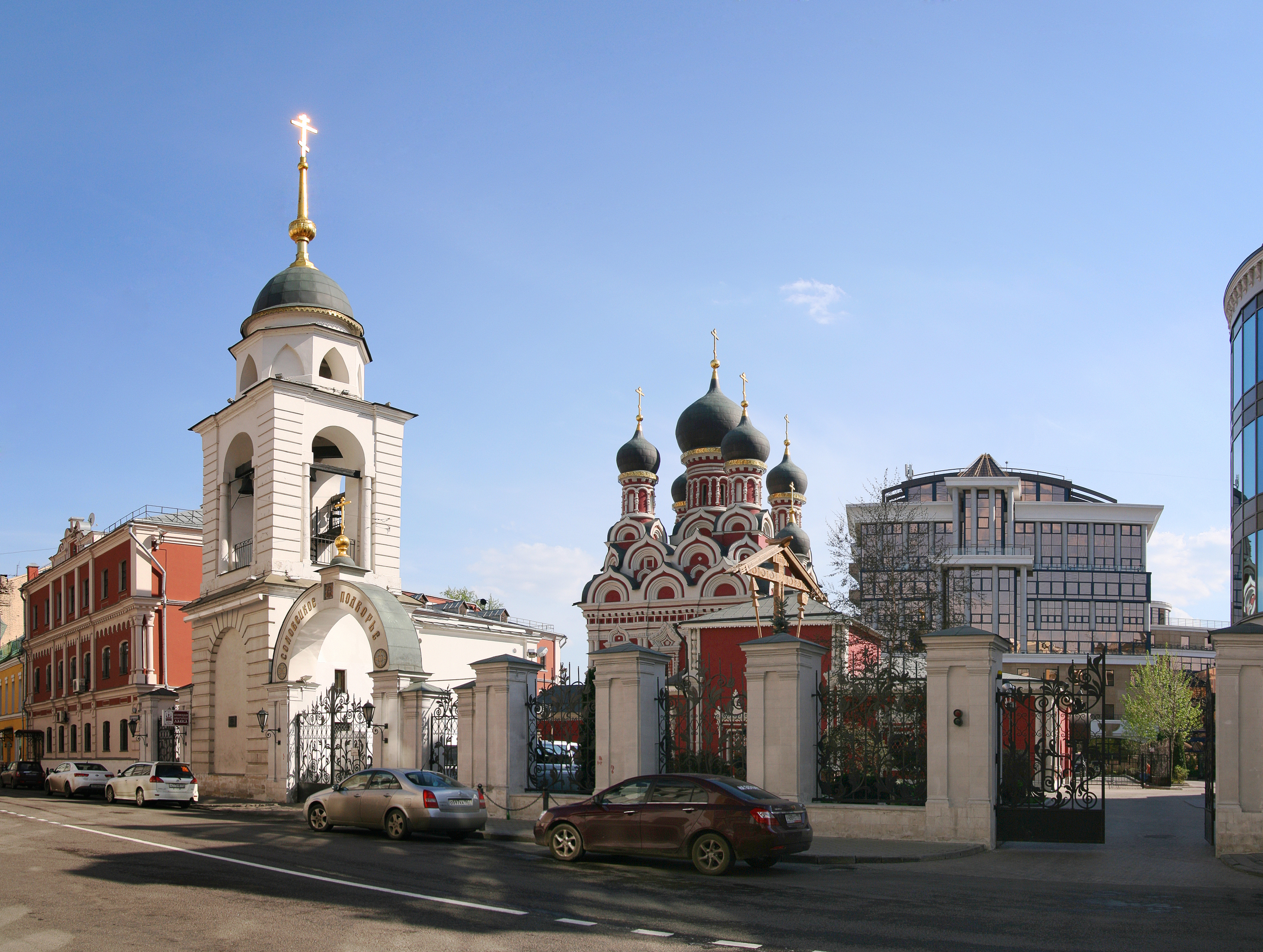
Вид храма с Садовнической улицы

Ядро памятника середины XVII века составляет сохранившийся до наших дней двусветный бесстолпный четверик, перекрытый сомкнутым сводом с пирамидой кокошников, поставленных «вперебежку». Четверик увенчан пятью главами, поставленными на высокие глухие барабаны, и своим завершением напоминает другую церковь середины XVII века — храм Троицы в Никитниках.
В XVII веке с запада к четверику примыкали невысокая трапезная и колокольня, поставленные симметрично относительно продольной оси храма в соответствии с распространённым в то время строго осевым построением объёмов слободских храмов. Сложность силуэта храма достигалась за счёт разной высоты алтаря, четверика, притвора и колокольни. Декор четверика характерен для архитектуры середины XVII века и отличается обилием резных кирпичных деталей: сложный карниз с поясами филёнок и поребриком, короткие полуколонки на уровне окон второго света, наличники с укрупнёнными перспективными навершиями.
Трапезная и придел, несколько возвышающийся над трапезной с северо-восточной стороны, составляют почти квадратный в плане единый объём. Главка придела была восстановлена лишь в конце XX века. Главным декоративным элементом трапезной и придела являются наличники, близкие по стилю к московскому барокко. Во внутреннем пространстве трапезной мощный свод с красиво очерченными распалубками раскрывается в придел широкими, опирающимися на столп арками. На своде сохранилась роспись XVII века, сильно искажённая поздними записями.
Трёхъярусная колокольня, выполненная в стиле классицизма, и церковная ограда поставлены по красной линии Садовнической улицы. «Готические» пропорции двух нижних ярусов в сочетании с невысоким восьмигранным четвериком с нишами и слухами стрельчатой формы придают колокольне лёгкость и стройность, несколько смягчая сдержанный декор крупно рустованных фасадов. Колокольня увенчана куполом и шпилем.
На церковном дворе установлен Поклонный крест в память всех православных, на Соловках пострадавших.

## Духовенство
- Протопоп Михаил Стефанов — в 1795[2], 1811[3]
- Аникита Алексеев — в 1816 году[4], до 1833 года[5]
- Павел Петров — с 1833 года[5]
- Петр Тимофеев Соловьев — в 1850[6]

Наше время:
- Настоятель — архимандрит Мефодий
- Иеромонах Лонгин
- Иерей Вячеслав Умнягин
- Иеродиакон Иннокентий[7]